# Родники (Волгоградская область)
Родники — хутор в Дубовском районе Волгоградской области, входит в состав Стрельношироковского сельского поселения.
Хутор находится на правом берегу реки Волги, в 3 километрах к югу от села Стрельноширокое. Площадь 31 га, высота над уровнем моря 116 м.

## География местности
Близ поселения имеются 2 больших родника и несколько поменьше, они и дали название поселению. Южнее хутора расположены байрачные леса.
Почва, в основном, представляет из себя тяжелый суглинок, но на некоторых участках близко к поверхности выходит песок. Почва устроена следующим образом: 30 см — плодородный слой, около 1 м — очень твердый переуплотненный суглинок (в основном сухой) и глубже более мягкий и в основном сырой суглинок.
Вода под землей течет в слое камня на глубине около 20 метров, именно на этой глубине по склонам балки находятся родники.

## Население
Динамика численности населения по годам:
| 1911 | 1987 | 2002 |
| ---- | ---- | ---- |
| 604  | ≈190 | 196  |

| 2010 |
| ---- |
| 156  |

## Учреждения села
1. Имеется мед.учреждение[источник не указан 4706 дней]
2. Отделение почтовой связи[6]

## Экономика
Основные отрасли экономики — это сельское хозяйство.